# بيدرو ديماس
بيدرو ديماس (بالإسبانية: Pedro Dimas) هو ملحن مكسيكي، ولد في 1934.